# Donald Ramotar
 (janvier 2023).
Si vous disposez d'ouvrages ou d'articles de référence ou si vous connaissez des sites web de qualité traitant du thème abordé ici, merci de compléter l'article en donnant les références utiles à sa vérifiabilité et en les liant à la section « Notes et références ».
Donald Ramotar, né le 22 octobre 1950 à Caira Caira, est un homme d'État guyanien, président de la république coopérative du Guyana du 3 décembre 2011 au 16 mai 2015.

## Biographie
Donald Ramotar rejoint le Parti populaire progressiste (PPP) en 1967 et est élu pour la première fois au Comité central du parti en 1979. Il rejoint son comité exécutif en 1983. Il reçoit un certificat de l'Institut technique du gouvernement (GTI) en soudage. De 1988 à 1993, il est secrétaire international du Syndicat des travailleurs agricoles du Guyana. Lors des élections de 1992, au cours desquelles le PPP de Cheddi Jagan arrive au pouvoir pour la première fois depuis des décennies, Ramotar est élu à l'Assemblée nationale du Guyana. Il est continuellement réélu par la suite. Il est désigné secrétaire exécutif du PPP en 1993. À la suite du décès de Jagan en mars 1997, Ramotar est élu à l'unanimité pour lui succéder à la fonction de secrétaire général du PPP le 29 mars 1997.
Lors du 29e Congrès du PPP, il est réélu au sein de son Comité central le 2 août 2008 et reçoit le quatrième plus grand nombre de voix (637). À la suite du Congrès, il est réélu Secrétaire général le 12 août 2008 par le Comité central, sans opposition, et élu au comité de rédaction du journal PPP Thunder à cette occasion. 
Le 4 avril 2011, le Comité central du PPP choisit Ramotar comme candidat à la présidence de la république du Guyana pour le parti aux élections de novembre 2011 (en). La décision est unanime. les autres candidats se sont retirés et ainsi évitent la nécessité d'un vote à bulletin secret. Le 28 avril 2011, le gouvernement annonce la nomination de Ramotar au poste de conseiller politique du président Bharrat Jagdeo. Auparavant, Ramotar n'a occupé aucun poste officiel dans l'administration. L'opposition critique la nomination et affirme que le gouvernement ne fait que réagir aux critiques selon lesquelles il parraine effectivement la candidature de Ramotar en l'incluant lors de voyages officiels et le dote donc d'un poste officiel afin de légitimer la situation. Le gouvernement fait valoir que l'inclusion de Ramotar dans les voyages officiels est acceptable car il met en œuvre les politiques du parti au pouvoir, dirigé par Ramotar. 
Les élections ont lieu le 28 novembre 2011 et il est déclaré vainqueur lorsque les résultats sont annoncés le 1er décembre. Cependant, le PPP manque d'un siège d'une majorité parlementaire, remportant 32 sièges sur 65, ce qui signifie que Ramotar assumerait les fonctions de président tandis que deux partis de l'opposition détiendraient ensemble la majorité des sièges à l'Assemblée nationale. Ramotar exprime sa déception devant l'échec de son parti à obtenir la majorité, mais il déclare que « l'électorat a parlé et que nous devons travailler avec ce que nous avons ». Il prête serment en tant que président le 3 décembre 2011. 
Au cours de ses deux premières années à la présidence, Ramotar conserve son poste de secrétaire général du PPP, mais s’écarte finalement de la direction du parti, évoquant la lourde charge de travail. Le Comité central des PPP élit Clement Rohee à la place de Ramotar au poste de secrétaire général le 19 août 2013 ; Ramotar nomme Rohee à ce poste. 
Ramotar déclare que la victoire de Bachar el-Assad à l'élection présidentielle syrienne de 2014 est une « grande victoire » pour la Syrie. 
Donald Ramotar et le PPP perdent les élections législatives du 11 mai 2015 au profit de la coalition APNU-AFC, dirigée par David A. Granger, qui remporte la victoire avec une légère avance. Le président Ramotar quitte ses fonctions le 16 mai 2015, lorsque Granger prête serment. Ramotar n'a pas été inclus dans la liste des 32 députés du PPP en juillet 2015.
Le Premier ministre de l'Inde, Narendra Modi, lui décerne le Pravasi Bharatiya Samman (en), qui se traduit par le « Prix de la diaspora indienne », lors de la cérémonie annuelle du Pravasi Bharatiya Divas de janvier 2015 à Gandhinagar, en Inde.